# Peperomia alwynii
Peperomia alwynii là một loài thực vật có hoa trong họ Hồ tiêu. Loài này được Callejas & Betancur miêu tả khoa học đầu tiên năm 1997.